# Leptotyphlops leptipilepta
Leptotyphlops leptipilepta este o specie de șerpi din genul Leptotyphlops, familia Leptotyphlopidae, descrisă de Thomas, Mcdiarmid și Thompson 1985. Conform Catalogue of Life specia Leptotyphlops leptipilepta nu are subspecii cunoscute.